# Episodi de La squadra (terza stagione)
La terza stagione della serie televisiva poliziesca La squadra è andata in onda dal 30 novembre 2001 al 27 marzo 2003 su Rai 3. Gli episodi non avevano un titolo.
| nº | Prima TV Italia  |
| -- | ---------------- |
| 1  | 30 novembre 2001 |
| 2  | 7 dicembre 2001  |
| 3  | 25 gennaio 2002  |
| 4  | 1º febbraio 2002 |
| 5  | 8 febbraio 2002  |
| 6  | 15 febbraio 2002 |
| 7  | 22 febbraio 2002 |
| 8  | 1º marzo 2002    |
| 9  | 8 marzo 2002     |
| 10 | 15 marzo 2002    |
| 11 | 22 marzo 2002    |
| 12 | 29 marzo 2002    |
| 13 | 5 aprile 2002    |
| 14 | 12 aprile 2002   |
| 15 | 19 aprile 2002   |
| 16 | 26 aprile 2002   |
| 17 | 3 maggio 2002    |
| 18 | 10 maggio 2002   |
| 19 | 17 maggio 2002   |
| 20 | 24 maggio 2002   |
| 21 | 3 ottobre 2002   |
| 22 | 10 ottobre 2002  |
| 23 | 17 ottobre 2002  |
| 24 | 24 ottobre 2002  |
| 25 | 31 ottobre 2002  |
| 26 | 7 novembre 2002  |
| 27 | 14 novembre 2002 |
| 28 | 21 novembre 2002 |
| 29 | 28 novembre 2002 |
| 30 | 16 gennaio 2003  |
| 31 | 23 gennaio 2003  |
| 32 | 30 gennaio 2003  |
| 33 | 6 febbraio 2003  |
| 34 | 13 febbraio 2003 |
| 35 | 20 febbraio 2003 |
| 36 | 27 febbraio 2003 |
| 37 | 13 marzo 2003    |
| 38 | 20 marzo 2003    |
| 39 | 27 marzo 2003    |